# Paiol

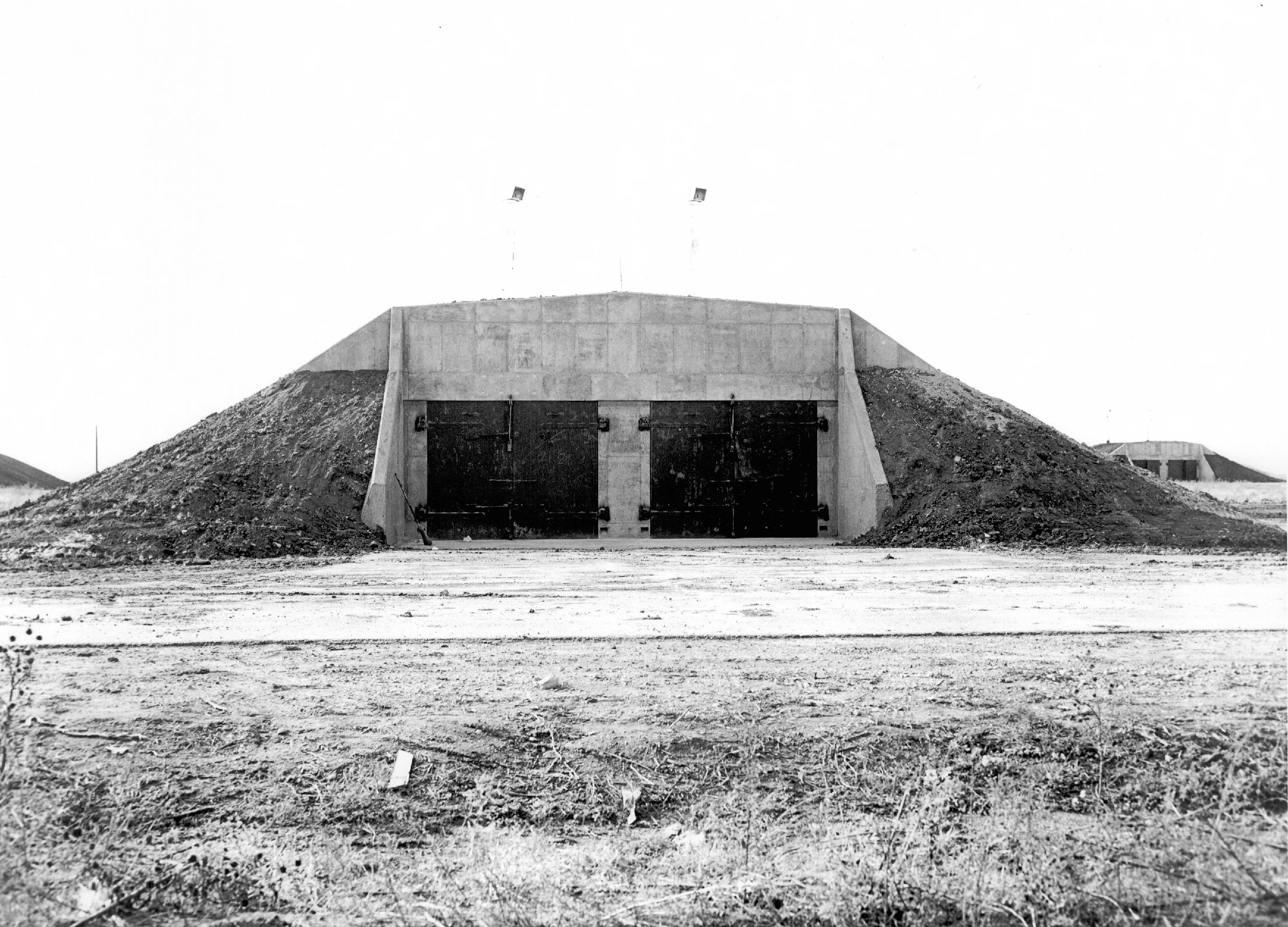
Paiol de armazenamento de equipamento militar.

Um paiol, em arquitectura militar, é o local de uma fortificação que se destina ao armazenamento de explosivos e/ou munições, de acordo com regulamentos pré-estabelecidos.
Conforme a sua situação em relação ao nível do solo, estes podem ser paióis de superfície, paióis semienterrados ou paióis enterrados.